# Proteina basica maggiore
La proteina basica maggiore, abbreviata in MBP dall'inglese Major Basic Protein, (anche chiamata PRG2 da Proteoglycan 2 o attivatore delle cellule NK) è una proteina codificata nell'uomo dal gene PRG2.

## Struttura
Da un punto di vista strutturale MBP è simile alle lectine (proteine che legano saccaridi) e presenta un dominio omologo alle lectine di tipo C. Tuttavia, a differenza delle lectine di tipo C (che legano diversi carboidrati in presenza di calcio) la MBP non lega né l'uno né l'altro substrato.
MBP riconosce il proteoglicano eparan solfato. Sono state determinate due strutture cristallografiche di MBP.

## Funzione
La proteina è il costituente predominante dei granuli degli eosinofili. Alti livelli di questa proteina sono anche presenti nella placenta e nel siero di una donna gravida, dove esiste come un complesso con diverse altre proteine tra cui la proteina plasmatica A associata alla gravidanza (PAPPA), angiotensinogeno (AGT) e una molecola regolatrice del sistema del complemento (C3dg). Questa proteina può essere coinvolta nei meccanismi di difesa antiparassitaria.
È un potente enzima contro gli elminti ed è tossico nei confronti di batteri e cellule di mammifero in vitro. 
In vivo la proteina è coinvolta in meccanismi di difesa cellula-mediata: agisce sempre come citotossina ed elmintotossina. Inoltre causa il rilascio di istamina da parte dei mastociti e basofili; attiva i neutrofili ed i macrofagi alveolari. Durante le reazioni immunitarie di ipersensibilità  (es. durante allergie) è direttamente coinvolta nei processi di danno cellulare epiteliale, esfoliazione, e broncospasmo.

## Interazioni della proteina matura
MBP è stato dimostrato interagire con la proteina plasmatica A associata alla gravidanza.

## Collegamenti
Arilsulfatasi